# Willemstraat (Brugge)
De Willemstraat is een straat in Brugge.

## Beschrijving
De oorspronkelijke naam was 's heer Willem Dullestraetkin, naar een inwoner van de straat. De familie Dulle was goed bekend in Brugge. Ook de Pottenmakersstraat had aanvankelijk een naam die verwees naar iemand van die familie.
Gaandeweg werd alleen de voornaam behouden en in 1543 heette de straat zelfs Pantstraetkin omdat ze doorliep tot aan het Pand. De Willemstraat bleef nochtans als definitieve naam.
De straat loopt van de Eekhoutstraat naar 't Pand, een straat binnen de nieuwe verkaveling op de gronden van de vroegere gevangenis Pandreitje. Tot aan de aanleg van deze verkaveling einde 20ste eeuw, liep de straat dood op de muur van de gevangenis.